# Lista över fornlämningar i Eskilstuna kommun (Eskilstuna)
Lista över fornlämningar i Eskilstuna kommun (Eskilstuna) är en förteckning av ett urval av de fornlämningar som finns i Eskilstuna i Eskilstuna kommun.
| Namn                                 | Lämningstyp                      | Tillkomsttid | Historisk indelning      | Plats                  | Läge                 | ID-nr          | Bild                                      |
| ------------------------------------ | -------------------------------- | ------------ | ------------------------ | ---------------------- | -------------------- | -------------- | ----------------------------------------- |
| Eskilstuna 1:1                       | Röse                             |              | Eskilstuna, Södermanland |                        | 59.375061, 16.389457 | 10031800010001 | Ladda upp en bild av detta fornminne      |
| Eskilstuna 1:2                       | Stensättning                     |              | Eskilstuna, Södermanland |                        | 59.375235, 16.389674 | 10031800010002 | Ladda upp en bild av detta fornminne      |
| Eskilstuna 1:3                       | Stensättning                     |              | Eskilstuna, Södermanland |                        | 59.375424, 16.389645 | 10031800010003 | Ladda upp en bild av detta fornminne      |
| Eskilstuna 6:1                       | Stensättning                     |              | Eskilstuna, Södermanland |                        | 59.365493, 16.408183 | 10031800060001 | Ladda upp en bild av detta fornminne      |
| Eskilstuna 8:1                       | Stensättning                     |              | Eskilstuna, Södermanland |                        | 59.365867, 16.411407 | 10031800080001 | Ladda upp en bild av detta fornminne      |
| Eskilstuna 11:1                      | Gravfält                         |              | Eskilstuna, Södermanland |                        | 59.369518, 16.435172 | 10031800110001 | Ladda upp en bild av detta fornminne      |
| Eskilstuna 18:1                      | Stensättning                     |              | Eskilstuna, Södermanland |                        | 59.361227, 16.433934 | 10031800180001 | Ladda upp en bild av detta fornminne      |
| Eskilstuna 21:1                      | Röse                             |              | Eskilstuna, Södermanland |                        | 59.357798, 16.435265 | 10031800210001 | Ladda upp en bild av detta fornminne      |
| Eskilstuna 21:2                      | Hög                              |              | Eskilstuna, Södermanland |                        | 59.357325, 16.435503 | 10031800210002 | Ladda upp en bild av detta fornminne      |
| Eskilstuna 21:3                      | Stensättning                     |              | Eskilstuna, Södermanland |                        | 59.357083, 16.435675 | 10031800210003 | Ladda upp en bild av detta fornminne      |
| Eskilstuna 21:4                      | Stensättning                     |              | Eskilstuna, Södermanland |                        | 59.357936, 16.435253 | 10031800210004 | Ladda upp en bild av detta fornminne      |
| Eskilstuna 22:1                      | Gravfält                         |              | Eskilstuna, Södermanland |                        | 59.362686, 16.436573 | 10031800220001 | Ladda upp en bild av detta fornminne      |
| Eskilstuna 23:1                      | Hög                              |              | Eskilstuna, Södermanland |                        | 59.358474, 16.438074 | 10031800230001 | Ladda upp en bild av detta fornminne      |
| Eskilstuna 24:1                      | Stensättning                     |              | Eskilstuna, Södermanland |                        | 59.360850, 16.436560 | 10031800240001 | Ladda upp en bild av detta fornminne      |
| Eskilstuna 27:1                      | Stensättning                     |              | Eskilstuna, Södermanland |                        | 59.355057, 16.437595 | 10031800270001 | Ladda upp en bild av detta fornminne      |
| Eskilstuna 28:1                      | Stensättning                     |              | Eskilstuna, Södermanland |                        | 59.352058, 16.438910 | 10031800280001 | Ladda upp en bild av detta fornminne      |
| Eskilstuna 28:2                      | Stensättning                     |              | Eskilstuna, Södermanland |                        | 59.351701, 16.438751 | 10031800280002 | Ladda upp en bild av detta fornminne      |
| Eskilstuna 28:3                      | Stensättning                     |              | Eskilstuna, Södermanland |                        | 59.351351, 16.438751 | 10031800280003 | Ladda upp en bild av detta fornminne      |
| Eskilstuna 29:1                      | Gravfält                         |              | Eskilstuna, Södermanland |                        | 59.353284, 16.439571 | 10031800290001 | Ladda upp en bild av detta fornminne      |
| Eskilstuna 30:1                      | Grav markerad av sten/block      |              | Eskilstuna, Södermanland |                        | 59.352299, 16.441934 | 10031800300001 | Ladda upp en bild av detta fornminne      |
| Eskilstuna 31:1                      | Gravfält                         |              | Eskilstuna, Södermanland |                        | 59.352824, 16.442082 | 10031800310001 | Ladda upp en bild av detta fornminne      |
| Eskilstuna 33:2                      | Stensättning                     |              | Eskilstuna, Södermanland |                        | 59.348939, 16.439602 | 10031800330002 | Ladda upp en bild av detta fornminne      |
| Eskilstuna 39:1                      | Röse                             |              | Eskilstuna, Södermanland |                        | 59.342589, 16.432195 | 10031800390001 | Ladda upp en bild av detta fornminne      |
| Eskilstuna 39:2                      | Stensättning                     |              | Eskilstuna, Södermanland |                        | 59.342712, 16.432154 | 10031800390002 | Ladda upp en bild av detta fornminne      |
| Eskilstuna 39:3                      | Röse                             |              | Eskilstuna, Södermanland |                        | 59.342943, 16.432210 | 10031800390003 | Ladda upp en bild av detta fornminne      |
| Eskilstuna 41:1                      | Stensättning                     |              | Eskilstuna, Södermanland |                        | 59.344473, 16.430495 | 10031800410001 | Ladda upp en bild av detta fornminne      |
| Eskilstuna 42:1                      | Stensättning                     |              | Eskilstuna, Södermanland |                        | 59.346722, 16.426299 | 10031800420001 | Ladda upp en bild av detta fornminne      |
| Eskilstuna 45:1                      | Gravfält                         |              | Eskilstuna, Södermanland |                        | 59.345610, 16.434108 | 10031800450001 | Ladda upp en bild av detta fornminne      |
| Eskilstuna 46:1                      | Gravfält                         |              | Eskilstuna, Södermanland |                        | 59.347863, 16.449271 | 10031800460001 | Ladda upp en bild av detta fornminne      |
| Eskilstuna 46:2                      | Gravfält                         |              | Eskilstuna, Södermanland |                        | 59.347280, 16.449576 | 10031800460002 | Ladda upp en bild av detta fornminne      |
| Eskilstuna 48:1                      | Gravfält                         |              | Eskilstuna, Södermanland |                        | 59.351475, 16.454302 | 10031800480001 | Ladda upp en bild av detta fornminne      |
| Eskilstuna 49:1                      | Gravfält                         |              | Eskilstuna, Södermanland |                        | 59.359361, 16.438180 | 10031800490001 | Ladda upp en till bild av detta fornminne |
| Eskilstuna 51:1                      | Röse                             |              | Eskilstuna, Södermanland |                        | 59.357433, 16.460262 | 10031800510001 | Ladda upp en bild av detta fornminne      |
| Eskilstuna 52:1                      | Stensättning                     |              | Eskilstuna, Södermanland |                        | 59.358306, 16.459085 | 10031800520001 | Ladda upp en bild av detta fornminne      |
| Eskilstuna 52:2                      | Stensättning                     |              | Eskilstuna, Södermanland |                        | 59.358138, 16.459071 | 10031800520002 | Ladda upp en bild av detta fornminne      |
| Eskilstuna 53:1                      | Stensättning                     |              | Eskilstuna, Södermanland |                        | 59.351638, 16.458042 | 10031800530001 | Ladda upp en bild av detta fornminne      |
| Eskilstuna 53:3                      | Stensättning                     |              | Eskilstuna, Södermanland |                        | 59.351732, 16.458206 | 10031800530003 | Ladda upp en bild av detta fornminne      |
| Eskilstuna 53:4                      | Stensättning                     |              | Eskilstuna, Södermanland |                        | 59.351730, 16.458487 | 10031800530004 | Ladda upp en bild av detta fornminne      |
| Eskilstuna 54:1                      | Stensättning                     |              | Eskilstuna, Södermanland |                        | 59.351678, 16.461213 | 10031800540001 | Ladda upp en bild av detta fornminne      |
| Eskilstuna 54:2                      | Stensättning                     |              | Eskilstuna, Södermanland |                        | 59.351906, 16.461064 | 10031800540002 | Ladda upp en bild av detta fornminne      |
| Eskilstuna 55:1                      | Stensättning                     |              | Eskilstuna, Södermanland |                        | 59.352750, 16.461445 | 10031800550001 | Ladda upp en bild av detta fornminne      |
| Eskilstuna 55:2                      | Stensättning                     |              | Eskilstuna, Södermanland |                        | 59.352462, 16.461615 | 10031800550002 | Ladda upp en bild av detta fornminne      |
| Eskilstuna 55:3                      | Stensättning                     |              | Eskilstuna, Södermanland |                        | 59.352305, 16.461714 | 10031800550003 | Ladda upp en bild av detta fornminne      |
| Eskilstuna 56:1                      | Stensättning                     |              | Eskilstuna, Södermanland |                        | 59.352063, 16.462345 | 10031800560001 | Ladda upp en bild av detta fornminne      |
| Eskilstuna 56:2                      | Stensättning                     |              | Eskilstuna, Södermanland |                        | 59.351971, 16.462233 | 10031800560002 | Ladda upp en bild av detta fornminne      |
| Eskilstuna 57:1                      | Hög                              |              | Eskilstuna, Södermanland |                        | 59.350764, 16.459614 | 10031800570001 | Ladda upp en bild av detta fornminne      |
| Eskilstuna 58:1                      | Gravfält                         |              | Eskilstuna, Södermanland |                        | 59.350582, 16.460499 | 10031800580001 | Ladda upp en bild av detta fornminne      |
| Eskilstuna 58:2                      | Stensättning                     |              | Eskilstuna, Södermanland |                        | 59.350251, 16.460567 | 10031800580002 | Ladda upp en bild av detta fornminne      |
| Eskilstuna 58:3                      | Stensättning                     |              | Eskilstuna, Södermanland |                        | 59.350136, 16.460521 | 10031800580003 | Ladda upp en bild av detta fornminne      |
| Eskilstuna 60:1                      | Stensättning                     |              | Eskilstuna, Södermanland |                        | 59.358612, 16.458311 | 10031800600001 | Ladda upp en bild av detta fornminne      |
| Eskilstuna 63:1                      | Grav- och boplatsområde          |              | Eskilstuna, Södermanland |                        | 59.362301, 16.449733 | 10031800630001 | Ladda upp en bild av detta fornminne      |
| Eskilstuna 64:1                      | Stensättning                     |              | Eskilstuna, Södermanland |                        | 59.362137, 16.447711 | 10031800640001 | Ladda upp en bild av detta fornminne      |
| Eskilstuna 64:2                      | Stensättning                     |              | Eskilstuna, Södermanland |                        | 59.362220, 16.447614 | 10031800640002 | Ladda upp en bild av detta fornminne      |
| Eskilstuna 64:3                      | Stensättning                     |              | Eskilstuna, Södermanland |                        | 59.362317, 16.447544 | 10031800640003 | Ladda upp en bild av detta fornminne      |
| Eskilstuna 65:1                      | Gravfält                         |              | Eskilstuna, Södermanland |                        | 59.356329, 16.455851 | 10031800650001 | Ladda upp en bild av detta fornminne      |
| Eskilstuna 66:1                      | Gravfält                         |              | Eskilstuna, Södermanland |                        | 59.357807, 16.451652 | 10031800660001 | Ladda upp en bild av detta fornminne      |
| Eskilstuna 66:2                      | Gravfält                         |              | Eskilstuna, Södermanland |                        | 59.358356, 16.451826 | 10031800660002 | Ladda upp en bild av detta fornminne      |
| Eskilstuna 66:3                      | Gravfält                         |              | Eskilstuna, Södermanland |                        | 59.358197, 16.453122 | 10031800660003 | Ladda upp en bild av detta fornminne      |
| Eskilstuna 66:4                      | Gravfält                         |              | Eskilstuna, Södermanland |                        | 59.359115, 16.451659 | 10031800660004 | Ladda upp en bild av detta fornminne      |
| Eskilstuna 66:6                      | Stensättning                     |              | Eskilstuna, Södermanland |                        | 59.358865, 16.450616 | 10031800660006 | Ladda upp en bild av detta fornminne      |
| Eskilstuna 66:7                      | Stensättning                     |              | Eskilstuna, Södermanland |                        | 59.357549, 16.452054 | 10031800660007 | Ladda upp en bild av detta fornminne      |
| Eskilstuna 67:1                      | Stensättning                     |              | Eskilstuna, Södermanland |                        | 59.358797, 16.454251 | 10031800670001 | Ladda upp en bild av detta fornminne      |
| Eskilstuna 68:1                      | Gravfält                         |              | Eskilstuna, Södermanland |                        | 59.363568, 16.457721 | 10031800680001 | Ladda upp en bild av detta fornminne      |
| Eskilstuna 70:1                      | Gravfält                         |              | Eskilstuna, Södermanland |                        | 59.362160, 16.458293 | 10031800700001 | Ladda upp en bild av detta fornminne      |
| Eskilstuna 71:1                      | Gravfält                         |              | Eskilstuna, Södermanland |                        | 59.361032, 16.458886 | 10031800710001 | Ladda upp en bild av detta fornminne      |
| Eskilstuna 72:1                      | Gravfält                         |              | Eskilstuna, Södermanland |                        | 59.359636, 16.453724 | 10031800720001 | Ladda upp en bild av detta fornminne      |
| Eskilstuna 72:2                      | Gravfält                         |              | Eskilstuna, Södermanland |                        | 59.360439, 16.454319 | 10031800720002 | Ladda upp en bild av detta fornminne      |
| Eskilstuna 73:1                      | Stensättning                     |              | Eskilstuna, Södermanland |                        | 59.362479, 16.456184 | 10031800730001 | Ladda upp en bild av detta fornminne      |
| Eskilstuna 73:2                      | Stensättning                     |              | Eskilstuna, Södermanland |                        | 59.362477, 16.456485 | 10031800730002 | Ladda upp en bild av detta fornminne      |
| Eskilstuna 74:1                      | Stensättning                     |              | Eskilstuna, Södermanland |                        | 59.364023, 16.459881 | 10031800740001 | Ladda upp en bild av detta fornminne      |
| Eskilstuna 77:1                      | Stensättning                     |              | Eskilstuna, Södermanland |                        | 59.364385, 16.452520 | 10031800770001 | Ladda upp en bild av detta fornminne      |
| Eskilstuna 78:1                      | Gravfält                         |              | Eskilstuna, Södermanland |                        | 59.364692, 16.451873 | 10031800780001 | Ladda upp en bild av detta fornminne      |
| Eskilstuna 80:1                      | Stensättning                     |              | Eskilstuna, Södermanland |                        | 59.366959, 16.459309 | 10031800800001 | Ladda upp en bild av detta fornminne      |
| Eskilstuna 80:2                      | Hög                              |              | Eskilstuna, Södermanland |                        | 59.367162, 16.459012 | 10031800800002 | Ladda upp en bild av detta fornminne      |
| Eskilstuna 80:3                      | Hög                              |              | Eskilstuna, Södermanland |                        | 59.367056, 16.459123 | 10031800800003 | Ladda upp en bild av detta fornminne      |
| Eskilstuna 80:4                      | Stensättning                     |              | Eskilstuna, Södermanland |                        | 59.366662, 16.459059 | 10031800800004 | Ladda upp en bild av detta fornminne      |
| Eskilstuna 81:1                      | Stensättning                     |              | Eskilstuna, Södermanland |                        | 59.367022, 16.460138 | 10031800810001 | Ladda upp en bild av detta fornminne      |
| Eskilstuna 81:2                      | Stensättning                     |              | Eskilstuna, Södermanland |                        | 59.366897, 16.460136 | 10031800810002 | Ladda upp en bild av detta fornminne      |
| Eskilstuna 82:1                      | Gravfält                         |              | Eskilstuna, Södermanland |                        | 59.368399, 16.458099 | 10031800820001 | Ladda upp en bild av detta fornminne      |
| Eskilstuna 84:1                      | Röse                             |              | Eskilstuna, Södermanland |                        | 59.367798, 16.458647 | 10031800840001 | Ladda upp en bild av detta fornminne      |
| Eskilstuna 89:1                      | Stensättning                     |              | Eskilstuna, Södermanland |                        | 59.369481, 16.460041 | 10031800890001 | Ladda upp en bild av detta fornminne      |
| Eskilstuna 89:2                      | Stensättning                     |              | Eskilstuna, Södermanland |                        | 59.369237, 16.459120 | 10031800890002 | Ladda upp en bild av detta fornminne      |
| Eskilstuna 89:3                      | Stensättning                     |              | Eskilstuna, Södermanland |                        | 59.368977, 16.458646 | 10031800890003 | Ladda upp en bild av detta fornminne      |
| Eskilstuna 89:4                      | Stensättning                     |              | Eskilstuna, Södermanland |                        | 59.369059, 16.458817 | 10031800890004 | Ladda upp en bild av detta fornminne      |
| Eskilstuna 89:5                      | Stensättning                     |              | Eskilstuna, Södermanland |                        | 59.369148, 16.459281 | 10031800890005 | Ladda upp en bild av detta fornminne      |
| Eskilstuna 89:6                      | Stensättning                     |              | Eskilstuna, Södermanland |                        | 59.369125, 16.459563 | 10031800890006 | Ladda upp en bild av detta fornminne      |
| Eskilstuna 90:1                      | Stensättning                     |              | Eskilstuna, Södermanland |                        | 59.368737, 16.460173 | 10031800900001 | Ladda upp en bild av detta fornminne      |
| Eskilstuna 90:2                      | Stensättning                     |              | Eskilstuna, Södermanland |                        | 59.368837, 16.460414 | 10031800900002 | Ladda upp en bild av detta fornminne      |
| Eskilstuna 91:1                      | Stensättning                     |              | Eskilstuna, Södermanland |                        | 59.369931, 16.460161 | 10031800910001 | Ladda upp en bild av detta fornminne      |
| Eskilstuna 92:1                      | Gravfält                         |              | Eskilstuna, Södermanland |                        | 59.370688, 16.458612 | 10031800920001 | Ladda upp en bild av detta fornminne      |
| Eskilstuna 93:1                      | Gravfält                         |              | Eskilstuna, Södermanland |                        | 59.368889, 16.456864 | 10031800930001 | Ladda upp en bild av detta fornminne      |
| Eskilstuna 94:1                      | Stensättning                     |              | Eskilstuna, Södermanland |                        | 59.368169, 16.455629 | 10031800940001 | Ladda upp en bild av detta fornminne      |
| Eskilstuna 95:1                      | Gravfält                         |              | Eskilstuna, Södermanland |                        | 59.368787, 16.453929 | 10031800950001 | Ladda upp en bild av detta fornminne      |
| Eskilstuna 96:1                      | Röse                             |              | Eskilstuna, Södermanland |                        | 59.369475, 16.450819 | 10031800960001 | Ladda upp en bild av detta fornminne      |
| Eskilstuna 97:1                      | Röse                             |              | Eskilstuna, Södermanland |                        | 59.366690, 16.449718 | 10031800970001 | Ladda upp en bild av detta fornminne      |
| Eskilstuna 98:1                      | Hög                              |              | Eskilstuna, Södermanland |                        | 59.366339, 16.446711 | 10031800980001 | Ladda upp en till bild av detta fornminne |
| Eskilstuna 98:2                      | Stensättning                     |              | Eskilstuna, Södermanland |                        | 59.366437, 16.446979 | 10031800980002 | Ladda upp en bild av detta fornminne      |
| Eskilstuna 99:1                      | Stensättning                     |              | Eskilstuna, Södermanland |                        | 59.368281, 16.443871 | 10031800990001 | Ladda upp en bild av detta fornminne      |
| Eskilstuna 100:1                     | Stensättning                     |              | Eskilstuna, Södermanland |                        | 59.368180, 16.443149 | 10031801000001 | Ladda upp en bild av detta fornminne      |
| Eskilstuna 101:1                     | Gravfält                         |              | Eskilstuna, Södermanland |                        | 59.370117, 16.446688 | 10031801010001 | Ladda upp en bild av detta fornminne      |
| Eskilstuna 102:1                     | Stensättning                     |              | Eskilstuna, Södermanland |                        | 59.371655, 16.453039 | 10031801020001 | Ladda upp en bild av detta fornminne      |
| Eskilstuna 102:2                     | Stensättning                     |              | Eskilstuna, Södermanland |                        | 59.371756, 16.453228 | 10031801020002 | Ladda upp en bild av detta fornminne      |
| Eskilstuna 104:1                     | Stensättning                     |              | Eskilstuna, Södermanland |                        | 59.375656, 16.449220 | 10031801040001 | Ladda upp en bild av detta fornminne      |
| Eskilstuna 106:1                     | Stensättning                     |              | Eskilstuna, Södermanland |                        | 59.377345, 16.451005 | 10031801060001 | Ladda upp en bild av detta fornminne      |
| Eskilstuna 108:1                     | Begravningsplats                 |              | Eskilstuna, Södermanland |                        | 59.382608, 16.459541 | 10031801080001 | Ladda upp en till bild av detta fornminne |
| Eskilstuna 108:2                     | Kyrka/kapell                     |              | Eskilstuna, Södermanland |                        | 59.382606, 16.459712 | 10031801080002 | Ladda upp en till bild av detta fornminne |
| Eskilstuna 110:1                     | Hög                              |              | Eskilstuna, Södermanland |                        | 59.377656, 16.457801 | 10031801100001 | Ladda upp en bild av detta fornminne      |
| Eskilstuna 110:2                     | Hög                              |              | Eskilstuna, Södermanland |                        | 59.377915, 16.457254 | 10031801100002 | Ladda upp en bild av detta fornminne      |
| Eskilstuna 110:3                     | Stensättning                     |              | Eskilstuna, Södermanland |                        | 59.377695, 16.458060 | 10031801100003 | Ladda upp en bild av detta fornminne      |
| Eskilstuna 110:4                     | Stensättning                     |              | Eskilstuna, Södermanland |                        | 59.377771, 16.458233 | 10031801100004 | Ladda upp en bild av detta fornminne      |
| Eskilstuna 110:5                     | Stensättning                     |              | Eskilstuna, Södermanland |                        | 59.377823, 16.457998 | 10031801100005 | Ladda upp en bild av detta fornminne      |
| Eskilstuna 110:6                     | Stensättning                     |              | Eskilstuna, Södermanland |                        | 59.377695, 16.458819 | 10031801100006 | Ladda upp en bild av detta fornminne      |
| Eskilstuna 110:7                     | Stensättning                     |              | Eskilstuna, Södermanland |                        | 59.377596, 16.458810 | 10031801100007 | Ladda upp en bild av detta fornminne      |
| Eskilstuna 110:8                     | Stensättning                     |              | Eskilstuna, Södermanland |                        | 59.377606, 16.459054 | 10031801100008 | Ladda upp en bild av detta fornminne      |
| Eskilstuna 110:9                     | Stensättning                     |              | Eskilstuna, Södermanland |                        | 59.377456, 16.459059 | 10031801100009 | Ladda upp en bild av detta fornminne      |
| Eskilstuna 111:1                     | Gravfält                         |              | Eskilstuna, Södermanland |                        | 59.376589, 16.459023 | 10031801110001 | Ladda upp en bild av detta fornminne      |
| Eskilstuna 113:1                     | Gravfält                         |              | Eskilstuna, Södermanland |                        | 59.374412, 16.472774 | 10031801130001 | Ladda upp en till bild av detta fornminne |
| Eskilstuna 116:1                     | Gravfält                         |              | Eskilstuna, Södermanland |                        | 59.374628, 16.475058 | 10031801160001 | Ladda upp en bild av detta fornminne      |
| Stenby fornborg (Eskilstuna 117:1)   | Fornborg                         |              | Eskilstuna, Södermanland |                        | 59.369583, 16.465184 | 10031801170001 | Ladda upp en till bild av detta fornminne |
| Eskilstuna 118:3                     | Stensättning                     |              | Eskilstuna, Södermanland |                        | 59.368340, 16.473143 | 10031801180003 | Ladda upp en bild av detta fornminne      |
| Eskilstuna 120:1                     | Stensättning                     |              | Eskilstuna, Södermanland |                        | 59.367718, 16.472352 | 10031801200001 | Ladda upp en bild av detta fornminne      |
| Eskilstuna 121:1                     | Stensättning                     |              | Eskilstuna, Södermanland |                        | 59.366861, 16.469207 | 10031801210001 | Ladda upp en bild av detta fornminne      |
| Eskilstuna 122:1                     | Stensättning                     |              | Eskilstuna, Södermanland |                        | 59.367524, 16.465379 | 10031801220001 | Ladda upp en bild av detta fornminne      |
| Eskilstuna 124:1                     | Gravfält                         |              | Eskilstuna, Södermanland |                        | 59.365033, 16.463545 | 10031801240001 | Ladda upp en bild av detta fornminne      |
| Eskilstuna 125:1                     | Röse                             |              | Eskilstuna, Södermanland |                        | 59.364173, 16.470691 | 10031801250001 | Ladda upp en bild av detta fornminne      |
| Eskilstuna 127:1                     | Stensättning                     |              | Eskilstuna, Södermanland |                        | 59.363418, 16.465419 | 10031801270001 | Ladda upp en bild av detta fornminne      |
| Eskilstuna 127:2                     | Stensättning                     |              | Eskilstuna, Södermanland |                        | 59.363732, 16.465231 | 10031801270002 | Ladda upp en bild av detta fornminne      |
| Eskilstuna 127:3                     | Stensättning                     |              | Eskilstuna, Södermanland |                        | 59.363936, 16.466030 | 10031801270003 | Ladda upp en bild av detta fornminne      |
| Eskilstuna 129:1                     | Stensättning                     |              | Eskilstuna, Södermanland |                        | 59.363460, 16.466977 | 10031801290001 | Ladda upp en bild av detta fornminne      |
| Eskilstuna 129:2                     | Stensättning                     |              | Eskilstuna, Södermanland |                        | 59.363255, 16.466934 | 10031801290002 | Ladda upp en bild av detta fornminne      |
| Eskilstuna 129:3                     | Stensättning                     |              | Eskilstuna, Södermanland |                        | 59.363290, 16.466637 | 10031801290003 | Ladda upp en bild av detta fornminne      |
| Eskilstuna 131:1                     | Gravfält                         |              | Eskilstuna, Södermanland |                        | 59.360816, 16.463391 | 10031801310001 | Ladda upp en bild av detta fornminne      |
| Eskilstuna 132:1                     | Gravfält                         |              | Eskilstuna, Södermanland |                        | 59.359722, 16.463984 | 10031801320001 | Ladda upp en bild av detta fornminne      |
| Eskilstuna 133:1                     | Gravfält                         |              | Eskilstuna, Södermanland |                        | 59.359636, 16.465885 | 10031801330001 | Ladda upp en bild av detta fornminne      |
| Eskilstuna 134:1                     | Gravfält                         |              | Eskilstuna, Södermanland |                        | 59.358552, 16.467803 | 10031801340001 | Ladda upp en bild av detta fornminne      |
| Eskilstuna 135:1                     | Stensättning                     |              | Eskilstuna, Södermanland |                        | 59.356840, 16.463076 | 10031801350001 | Ladda upp en bild av detta fornminne      |
| Eskilstuna 135:2                     | Stensättning                     |              | Eskilstuna, Södermanland |                        | 59.356631, 16.462962 | 10031801350002 | Ladda upp en bild av detta fornminne      |
| Eskilstuna 136:1                     | Stensättning                     |              | Eskilstuna, Södermanland |                        | 59.358136, 16.466040 | 10031801360001 | Ladda upp en bild av detta fornminne      |
| Eskilstuna 136:2                     | Stensättning                     |              | Eskilstuna, Södermanland |                        | 59.358229, 16.465946 | 10031801360002 | Ladda upp en bild av detta fornminne      |
| Eskilstuna 137:1                     | Stensättning                     |              | Eskilstuna, Södermanland |                        | 59.353593, 16.465377 | 10031801370001 | Ladda upp en bild av detta fornminne      |
| Eskilstuna 137:2                     | Stensättning                     |              | Eskilstuna, Södermanland |                        | 59.353567, 16.464691 | 10031801370002 | Ladda upp en bild av detta fornminne      |
| Eskilstuna 137:3                     | Stensättning                     |              | Eskilstuna, Södermanland |                        | 59.353319, 16.464111 | 10031801370003 | Ladda upp en bild av detta fornminne      |
| Eskilstuna 138:1                     | Stensättning                     |              | Eskilstuna, Södermanland |                        | 59.351186, 16.466949 | 10031801380001 | Ladda upp en bild av detta fornminne      |
| Eskilstuna 139:1                     | Stensättning                     |              | Eskilstuna, Södermanland |                        | 59.347047, 16.459636 | 10031801390001 | Ladda upp en bild av detta fornminne      |
| Eskilstuna 139:2                     | Stensättning                     |              | Eskilstuna, Södermanland |                        | 59.347026, 16.460460 | 10031801390002 | Ladda upp en bild av detta fornminne      |
| Eskilstuna 140:1                     | Gravfält                         |              | Eskilstuna, Södermanland |                        | 59.348189, 16.463285 | 10031801400001 | Ladda upp en bild av detta fornminne      |
| Eskilstuna 141:1                     | Stensättning                     |              | Eskilstuna, Södermanland |                        | 59.348444, 16.462012 | 10031801410001 | Ladda upp en bild av detta fornminne      |
| Eskilstuna 144:1                     | Stensättning                     |              | Eskilstuna, Södermanland |                        | 59.347478, 16.475112 | 10031801440001 | Ladda upp en bild av detta fornminne      |
| Eskilstuna 144:2                     | Stensättning                     |              | Eskilstuna, Södermanland |                        | 59.347523, 16.475424 | 10031801440002 | Ladda upp en bild av detta fornminne      |
| Eskilstuna 144:3                     | Stensättning                     |              | Eskilstuna, Södermanland |                        | 59.347632, 16.475215 | 10031801440003 | Ladda upp en bild av detta fornminne      |
| Eskilstuna 145:1                     | Stensättning                     |              | Eskilstuna, Södermanland |                        | 59.347451, 16.476337 | 10031801450001 | Ladda upp en bild av detta fornminne      |
| Eskilstuna 145:2                     | Stensättning                     |              | Eskilstuna, Södermanland |                        | 59.347424, 16.476744 | 10031801450002 | Ladda upp en bild av detta fornminne      |
| Eskilstuna 150:1                     | Stensättning                     |              | Eskilstuna, Södermanland |                        | 59.348991, 16.479601 | 10031801500001 | Ladda upp en bild av detta fornminne      |
| Eskilstuna 150:2                     | Stensättning                     |              | Eskilstuna, Södermanland |                        | 59.348918, 16.480224 | 10031801500002 | Ladda upp en bild av detta fornminne      |
| Eskilstuna 150:3                     | Stensättning                     |              | Eskilstuna, Södermanland |                        | 59.348910, 16.480841 | 10031801500003 | Ladda upp en bild av detta fornminne      |
| Eskilstuna 151:1                     | Gravfält                         |              | Eskilstuna, Södermanland |                        | 59.350238, 16.468487 | 10031801510001 | Ladda upp en bild av detta fornminne      |
| Eskilstuna 152:1                     | Stensättning                     |              | Eskilstuna, Södermanland |                        | 59.349458, 16.475099 | 10031801520001 | Ladda upp en bild av detta fornminne      |
| Eskilstuna 152:2                     | Grav markerad av sten/block      |              | Eskilstuna, Södermanland |                        | 59.349357, 16.475367 | 10031801520002 | Ladda upp en bild av detta fornminne      |
| Eskilstuna 153:1                     | Stensättning                     |              | Eskilstuna, Södermanland |                        | 59.349376, 16.482083 | 10031801530001 | Ladda upp en bild av detta fornminne      |
| Eskilstuna 154:1                     | Gravfält                         |              | Eskilstuna, Södermanland |                        | 59.344818, 16.479567 | 10031801540001 | Ladda upp en bild av detta fornminne      |
| Eskilstuna 158:1                     | Stensättning                     |              | Eskilstuna, Södermanland |                        | 59.345070, 16.467353 | 10031801580001 | Ladda upp en bild av detta fornminne      |
| Eskilstuna 158:2                     | Stensättning                     |              | Eskilstuna, Södermanland |                        | 59.344866, 16.467472 | 10031801580002 | Ladda upp en bild av detta fornminne      |
| Eskilstuna 158:3                     | Stensättning                     |              | Eskilstuna, Södermanland |                        | 59.345024, 16.467806 | 10031801580003 | Ladda upp en bild av detta fornminne      |
| Eskilstuna 159:1                     | Stensättning                     |              | Eskilstuna, Södermanland |                        | 59.344966, 16.466821 | 10031801590001 | Ladda upp en bild av detta fornminne      |
| Eskilstuna 159:2                     | Stensättning                     |              | Eskilstuna, Södermanland |                        | 59.344924, 16.466517 | 10031801590002 | Ladda upp en bild av detta fornminne      |
| Eskilstuna 159:3                     | Stensättning                     |              | Eskilstuna, Södermanland |                        | 59.344884, 16.465826 | 10031801590003 | Ladda upp en bild av detta fornminne      |
| Eskilstuna 159:4                     | Stensättning                     |              | Eskilstuna, Södermanland |                        | 59.344702, 16.465713 | 10031801590004 | Ladda upp en bild av detta fornminne      |
| Eskilstuna 160:1                     | Stensättning                     |              | Eskilstuna, Södermanland |                        | 59.345511, 16.469973 | 10031801600001 | Ladda upp en bild av detta fornminne      |
| Eskilstuna 161:1                     | Gravfält                         |              | Eskilstuna, Södermanland |                        | 59.340522, 16.484119 | 10031801610001 | Ladda upp en bild av detta fornminne      |
| Eskilstuna 162:1                     | Gravfält                         |              | Eskilstuna, Södermanland |                        | 59.346230, 16.482438 | 10031801620001 | Ladda upp en bild av detta fornminne      |
| Eskilstuna 164:1                     | Hög                              |              | Eskilstuna, Södermanland |                        | 59.347793, 16.492959 | 10031801640001 | Ladda upp en bild av detta fornminne      |
| Eskilstuna 165:1                     | Hög                              |              | Eskilstuna, Södermanland |                        | 59.347999, 16.494039 | 10031801650001 | Ladda upp en bild av detta fornminne      |
| Eskilstuna 168:1                     | Stensättning                     |              | Eskilstuna, Södermanland |                        | 59.351729, 16.479486 | 10031801680001 | Ladda upp en bild av detta fornminne      |
| Eskilstuna 168:2                     | Stensättning                     |              | Eskilstuna, Södermanland |                        | 59.351736, 16.479818 | 10031801680002 | Ladda upp en bild av detta fornminne      |
| Eskilstuna 169:1                     | Stensättning                     |              | Eskilstuna, Södermanland |                        | 59.365965, 16.477739 | 10031801690001 | Ladda upp en bild av detta fornminne      |
| Eskilstuna 169:2                     | Stensättning                     |              | Eskilstuna, Södermanland |                        | 59.365944, 16.477533 | 10031801690002 | Ladda upp en bild av detta fornminne      |
| Eskilstuna 169:3                     | Stensättning                     |              | Eskilstuna, Södermanland |                        | 59.365879, 16.477335 | 10031801690003 | Ladda upp en bild av detta fornminne      |
| Eskilstuna 170:1                     | Stensättning                     |              | Eskilstuna, Södermanland |                        | 59.365647, 16.479206 | 10031801700001 | Ladda upp en till bild av detta fornminne |
| Eskilstuna 171:1                     | Stensättning                     |              | Eskilstuna, Södermanland |                        | 59.366153, 16.475155 | 10031801710001 | Ladda upp en bild av detta fornminne      |
| Eskilstuna 171:2                     | Stensättning                     |              | Eskilstuna, Södermanland |                        | 59.366301, 16.475278 | 10031801710002 | Ladda upp en bild av detta fornminne      |
| Eskilstuna 171:3                     | Stensättning                     |              | Eskilstuna, Södermanland |                        | 59.365937, 16.475425 | 10031801710003 | Ladda upp en bild av detta fornminne      |
| Eskilstuna 173:1                     | Gravfält                         |              | Eskilstuna, Södermanland |                        | 59.363391, 16.475707 | 10031801730001 | Ladda upp en bild av detta fornminne      |
| Eskilstuna 174:1                     | Stensättning                     |              | Eskilstuna, Södermanland |                        | 59.363245, 16.476699 | 10031801740001 | Ladda upp en bild av detta fornminne      |
| Eskilstuna 174:2                     | Stensättning                     |              | Eskilstuna, Södermanland |                        | 59.363375, 16.477220 | 10031801740002 | Ladda upp en bild av detta fornminne      |
| Eskilstuna 175:1                     | Gravfält                         |              | Eskilstuna, Södermanland |                        | 59.362046, 16.477600 | 10031801750001 | Ladda upp en bild av detta fornminne      |
| Eskilstuna 176:1                     | Stensättning                     |              | Eskilstuna, Södermanland |                        | 59.362901, 16.479394 | 10031801760001 | Ladda upp en bild av detta fornminne      |
| Eskilstuna 177:1                     | Stensättning                     |              | Eskilstuna, Södermanland |                        | 59.368662, 16.474741 | 10031801770001 | Ladda upp en bild av detta fornminne      |
| Eskilstuna 177:2                     | Stensättning                     |              | Eskilstuna, Södermanland |                        | 59.368504, 16.474871 | 10031801770002 | Ladda upp en bild av detta fornminne      |
| Eskilstuna 178:1                     | Stensättning                     |              | Eskilstuna, Södermanland |                        | 59.368174, 16.474897 | 10031801780001 | Ladda upp en bild av detta fornminne      |
| Eskilstuna 178:2                     | Stensättning                     |              | Eskilstuna, Södermanland |                        | 59.368101, 16.475169 | 10031801780002 | Ladda upp en bild av detta fornminne      |
| Eskilstuna 179:1                     | Gravfält                         |              | Eskilstuna, Södermanland |                        | 59.370609, 16.474693 | 10031801790001 | Ladda upp en bild av detta fornminne      |
| Eskilstuna 180:1                     | Grav- och boplatsområde          |              | Eskilstuna, Södermanland |                        | 59.339115, 16.457688 | 10031801800001 | Ladda upp en bild av detta fornminne      |
| Eskilstuna 183:1                     | Stensättning                     |              | Eskilstuna, Södermanland |                        | 59.412905, 16.513669 | 10031801830001 | Ladda upp en bild av detta fornminne      |
| Eskilstuna 183:2                     | Stensättning                     |              | Eskilstuna, Södermanland |                        | 59.412867, 16.513884 | 10031801830002 | Ladda upp en bild av detta fornminne      |
| Eskilstuna 184:1                     | Gravfält                         |              | Eskilstuna, Södermanland |                        | 59.412677, 16.512467 | 10031801840001 | Ladda upp en bild av detta fornminne      |
| Eskilstuna 186:1                     | Gravfält                         |              | Eskilstuna, Södermanland |                        | 59.408059, 16.515562 | 10031801860001 | Ladda upp en bild av detta fornminne      |
| Eskilstuna 187:1                     | Gravfält                         |              | Eskilstuna, Södermanland |                        | 59.409254, 16.515749 | 10031801870001 | Ladda upp en bild av detta fornminne      |
| Eskilstuna 188:1                     | Gravfält                         |              | Eskilstuna, Södermanland |                        | 59.409834, 16.516196 | 10031801880001 | Ladda upp en bild av detta fornminne      |
| Eskilstuna 191:1                     | Grav- och boplatsområde          |              | Eskilstuna, Södermanland |                        | 59.405001, 16.516418 | 10031801910001 | Ladda upp en bild av detta fornminne      |
| Eskilstuna 192:1                     | Gravfält                         |              | Eskilstuna, Södermanland |                        | 59.405303, 16.513561 | 10031801920001 | Ladda upp en bild av detta fornminne      |
| Eskilstuna 201:1                     | Gravfält                         |              | Eskilstuna, Södermanland |                        | 59.379464, 16.611749 | 10031802010001 | Ladda upp en bild av detta fornminne      |
| Eskilstuna 202:1                     | Hög                              |              | Eskilstuna, Södermanland |                        | 59.378871, 16.603137 | 10031802020001 | Ladda upp en bild av detta fornminne      |
| Eskilstuna 202:2                     | Stensättning                     |              | Eskilstuna, Södermanland |                        | 59.378788, 16.603434 | 10031802020002 | Ladda upp en bild av detta fornminne      |
| Eskilstuna 203:1                     | Stensättning                     |              | Eskilstuna, Södermanland |                        | 59.379426, 16.607847 | 10031802030001 | Ladda upp en bild av detta fornminne      |
| Eskilstuna 204:1                     | Stensättning                     |              | Eskilstuna, Södermanland |                        | 59.376978, 16.605960 | 10031802040001 | Ladda upp en bild av detta fornminne      |
| Eskilstuna 204:2                     | Grav markerad av sten/block      |              | Eskilstuna, Södermanland |                        | 59.377105, 16.605752 | 10031802040002 | Ladda upp en bild av detta fornminne      |
| Eskilstuna 204:3                     | Grav markerad av sten/block      |              | Eskilstuna, Södermanland |                        | 59.377042, 16.605662 | 10031802040003 | Ladda upp en bild av detta fornminne      |
| Eskilstuna 204:4                     | Grav markerad av sten/block      |              | Eskilstuna, Södermanland |                        | 59.377130, 16.605928 | 10031802040004 | Ladda upp en bild av detta fornminne      |
| Eskilstuna 206:1                     | Stensättning                     |              | Eskilstuna, Södermanland |                        | 59.377293, 16.604313 | 10031802060001 | Ladda upp en bild av detta fornminne      |
| Eskilstuna 212:1                     | Stensättning                     |              | Eskilstuna, Södermanland |                        | 59.365178, 16.610993 | 10031802120001 | Ladda upp en bild av detta fornminne      |
| Eskilstuna 213:1                     | Stensättning                     |              | Eskilstuna, Södermanland |                        | 59.375857, 16.618758 | 10031802130001 | Ladda upp en bild av detta fornminne      |
| Eskilstuna 213:2                     | Stensättning                     |              | Eskilstuna, Södermanland |                        | 59.375999, 16.619007 | 10031802130002 | Ladda upp en bild av detta fornminne      |
| Eskilstuna 216:1                     | Stensättning                     |              | Eskilstuna, Södermanland |                        | 59.378444, 16.614105 | 10031802160001 | Ladda upp en bild av detta fornminne      |
| Eskilstuna 218:1                     | Stensättning                     |              | Eskilstuna, Södermanland |                        | 59.375498, 16.611572 | 10031802180001 | Ladda upp en bild av detta fornminne      |
| Eskilstuna 218:2                     | Stensättning                     |              | Eskilstuna, Södermanland |                        | 59.375497, 16.611765 | 10031802180002 | Ladda upp en bild av detta fornminne      |
| Eskilstuna 218:3                     | Stensättning                     |              | Eskilstuna, Södermanland |                        | 59.375549, 16.611978 | 10031802180003 | Ladda upp en bild av detta fornminne      |
| Eskilstuna 220:1                     | Gravfält                         |              | Eskilstuna, Södermanland |                        | 59.375598, 16.614918 | 10031802200001 | Ladda upp en bild av detta fornminne      |
| Eskilstuna 221:1                     | Gravfält                         |              | Eskilstuna, Södermanland |                        | 59.374900, 16.600690 | 10031802210001 | Ladda upp en bild av detta fornminne      |
| Eskilstuna 222:1                     | Stensättning                     |              | Eskilstuna, Södermanland |                        | 59.374220, 16.601867 | 10031802220001 | Ladda upp en bild av detta fornminne      |
| Eskilstuna 223:1                     | Gravfält                         |              | Eskilstuna, Södermanland |                        | 59.373850, 16.605117 | 10031802230001 | Ladda upp en bild av detta fornminne      |
| Eskilstuna 224:1                     | Fornborg                         |              | Eskilstuna, Södermanland |                        | 59.372520, 16.623612 | 10031802240001 | Ladda upp en bild av detta fornminne      |
| Eskilstuna 225:1                     | Fornborg                         |              | Eskilstuna, Södermanland |                        | 59.373719, 16.625426 | 10031802250001 | Ladda upp en bild av detta fornminne      |
| Eskilstuna 227:1                     | Gravfält                         |              | Eskilstuna, Södermanland |                        | 59.386188, 16.542012 | 10031802270001 | Ladda upp en bild av detta fornminne      |
| Eskilstuna 230:1                     | Stensättning                     |              | Eskilstuna, Södermanland |                        | 59.393975, 16.558539 | 10031802300001 | Ladda upp en bild av detta fornminne      |
| Eskilstuna 231:1                     | Stensättning                     |              | Eskilstuna, Södermanland |                        | 59.402870, 16.526240 | 10031802310001 | Ladda upp en bild av detta fornminne      |
| Eskilstuna 232:1                     | Gravfält                         |              | Eskilstuna, Södermanland |                        | 59.401146, 16.526819 | 10031802320001 | Ladda upp en bild av detta fornminne      |
| Eskilstuna 234:1                     | Gravfält                         |              | Eskilstuna, Södermanland |                        | 59.400319, 16.528084 | 10031802340001 | Ladda upp en bild av detta fornminne      |
| Eskilstuna 235:1                     | Stensättning                     |              | Eskilstuna, Södermanland |                        | 59.401883, 16.525181 | 10031802350001 | Ladda upp en bild av detta fornminne      |
| Eskilstuna 236:1                     | Gravfält                         |              | Eskilstuna, Södermanland |                        | 59.403670, 16.519731 | 10031802360001 | Ladda upp en bild av detta fornminne      |
| Eskilstuna 237:1                     | Hög                              |              | Eskilstuna, Södermanland |                        | 59.403995, 16.518270 | 10031802370001 | Ladda upp en bild av detta fornminne      |
| Eskilstuna 239:1                     | Gravfält                         |              | Eskilstuna, Södermanland |                        | 59.404687, 16.523917 | 10031802390001 | Ladda upp en bild av detta fornminne      |
| Eskilstuna 239:2                     | Grav markerad av sten/block      |              | Eskilstuna, Södermanland |                        | 59.405041, 16.522501 | 10031802390002 | Ladda upp en bild av detta fornminne      |
| Eskilstuna 239:3                     | Stensättning                     |              | Eskilstuna, Södermanland |                        | 59.405248, 16.522182 | 10031802390003 | Ladda upp en bild av detta fornminne      |
| Eskilstuna 240:1                     | Gravfält                         |              | Eskilstuna, Södermanland |                        | 59.405537, 16.518525 | 10031802400001 | Ladda upp en bild av detta fornminne      |
| Eskilstuna 242:1                     | Stensättning                     |              | Eskilstuna, Södermanland |                        | 59.405809, 16.531352 | 10031802420001 | Ladda upp en bild av detta fornminne      |
| Eskilstuna 243:1                     | Gravfält                         |              | Eskilstuna, Södermanland |                        | 59.406444, 16.529765 | 10031802430001 | Ladda upp en bild av detta fornminne      |
| Eskilstuna 243:3                     | Stensättning                     |              | Eskilstuna, Södermanland |                        | 59.406574, 16.529010 | 10031802430003 | Ladda upp en bild av detta fornminne      |
| Eskilstuna 244:1                     | Stensättning                     |              | Eskilstuna, Södermanland |                        | 59.406810, 16.526864 | 10031802440001 | Ladda upp en bild av detta fornminne      |
| Eskilstuna 245:1                     | Gravfält                         |              | Eskilstuna, Södermanland |                        | 59.386452, 16.533215 | 10031802450001 | Ladda upp en bild av detta fornminne      |
| Eskilstuna 247:1                     | Gravfält                         |              | Eskilstuna, Södermanland |                        | 59.394656, 16.531083 | 10031802470001 | Ladda upp en bild av detta fornminne      |
| Eskilstuna 247:2                     | Stensättning                     |              | Eskilstuna, Södermanland |                        | 59.394787, 16.531794 | 10031802470002 | Ladda upp en bild av detta fornminne      |
| Eskilstuna 248:1                     | Stensättning                     |              | Eskilstuna, Södermanland |                        | 59.393166, 16.521981 | 10031802480001 | Ladda upp en bild av detta fornminne      |
| Intagsberget (Eskilstuna 249:1)      | Fornborg                         |              | Eskilstuna, Södermanland |                        | 59.368607, 16.534972 | 10031802490001 | Ladda upp en bild av detta fornminne      |
| Eskilstuna 250:1                     | Stensättning                     |              | Eskilstuna, Södermanland |                        | 59.367776, 16.538455 | 10031802500001 | Ladda upp en bild av detta fornminne      |
| Eskilstuna 251:1                     | Stensättning                     |              | Eskilstuna, Södermanland |                        | 59.368001, 16.539297 | 10031802510001 | Ladda upp en bild av detta fornminne      |
| Eskilstuna 255:1                     | Gravfält                         |              | Eskilstuna, Södermanland |                        | 59.367323, 16.537007 | 10031802550001 | Ladda upp en bild av detta fornminne      |
| Eskilstuna 256:1                     | Stensättning                     |              | Eskilstuna, Södermanland |                        | 59.366948, 16.538272 | 10031802560001 | Ladda upp en bild av detta fornminne      |
| Sö 357 (Eskilstuna 259:1)            | Runristning                      |              | Eskilstuna, Södermanland | Slottsskolan           | 59.372268, 16.526553 | 10031802590001 | Ladda upp en till bild av detta fornminne |
| Sö 358 (Eskilstuna 259:2)            | Runristning                      |              | Eskilstuna, Södermanland | Slottsskolan           | 59.372276, 16.526352 | 10031802590002 | Ladda upp en till bild av detta fornminne |
| Eskilstuna 262:1                     | Stensättning                     |              | Eskilstuna, Södermanland |                        | 59.362443, 16.519792 | 10031802620001 | Ladda upp en bild av detta fornminne      |
| Sö 107 (Eskilstuna 263:1)            | Runristning                      |              | Eskilstuna, Södermanland | Gredby                 | 59.374984, 16.545559 | 10031802630001 | Ladda upp en till bild av detta fornminne |
| Sö 108 (Eskilstuna 263:2)            | Runristning                      |              | Eskilstuna, Södermanland | Gredby (urspr. Balsta) | 59.374979, 16.545517 | 10031802630002 | Ladda upp en till bild av detta fornminne |
| Sö 109 (Eskilstuna 264:1)            | Runristning                      |              | Eskilstuna, Södermanland | Gredby                 | 59.375005, 16.545610 | 10031802640001 | Ladda upp en till bild av detta fornminne |
| Eskilstuna 266:1                     | Stensättning                     |              | Eskilstuna, Södermanland |                        | 59.374615, 16.550752 | 10031802660001 | Ladda upp en bild av detta fornminne      |
| Eskilstuna 266:2                     | Stensättning                     |              | Eskilstuna, Södermanland |                        | 59.374550, 16.550418 | 10031802660002 | Ladda upp en bild av detta fornminne      |
| Eskilstuna 266:3                     | Stensättning                     |              | Eskilstuna, Södermanland |                        | 59.374462, 16.550566 | 10031802660003 | Ladda upp en bild av detta fornminne      |
| Eskilstuna 267:1                     | Stensättning                     |              | Eskilstuna, Södermanland |                        | 59.375017, 16.551541 | 10031802670001 | Ladda upp en bild av detta fornminne      |
| Eskilstuna 268:1                     | Stensättning                     |              | Eskilstuna, Södermanland |                        | 59.379509, 16.547696 | 10031802680001 | Ladda upp en bild av detta fornminne      |
| Eskilstuna 268:2                     | Stensättning                     |              | Eskilstuna, Södermanland |                        | 59.379501, 16.548013 | 10031802680002 | Ladda upp en bild av detta fornminne      |
| Eskilstuna 270:1                     | Hög                              |              | Eskilstuna, Södermanland |                        | 59.382312, 16.545584 | 10031802700001 | Ladda upp en bild av detta fornminne      |
| Eskilstuna 272:1                     | Gravfält                         |              | Eskilstuna, Södermanland |                        | 59.379501, 16.543367 | 10031802720001 | Ladda upp en bild av detta fornminne      |
| Eskilstuna 274:1                     | Fornborg                         |              | Eskilstuna, Södermanland |                        | 59.357464, 16.587925 | 10031802740001 | Ladda upp en till bild av detta fornminne |
| Eskilstuna 276:1                     | Hög                              |              | Eskilstuna, Södermanland |                        | 59.394466, 16.518752 | 10031802760001 | Ladda upp en bild av detta fornminne      |
| Eskilstuna 276:2                     | Hög                              |              | Eskilstuna, Södermanland |                        | 59.394578, 16.518901 | 10031802760002 | Ladda upp en bild av detta fornminne      |
| Eskilstuna 277:1                     | Gravhägnad                       |              | Eskilstuna, Södermanland |                        | 59.403186, 16.491924 | 10031802770001 | Ladda upp en bild av detta fornminne      |
| Eskilstuna 294:1                     | Stensättning                     |              | Eskilstuna, Södermanland |                        | 59.383999, 16.552847 | 10031802940001 | Ladda upp en bild av detta fornminne      |
| Eskilstuna 295:1                     | Stensättning                     |              | Eskilstuna, Södermanland |                        | 59.390904, 16.547523 | 10031802950001 | Ladda upp en bild av detta fornminne      |
| Eskilstuna 301:1                     | Hög                              |              | Eskilstuna, Södermanland |                        | 59.397103, 16.493370 | 10031803010001 | Ladda upp en bild av detta fornminne      |
| Eskilstuna 302:1                     | Stensättning                     |              | Eskilstuna, Södermanland |                        | 59.397223, 16.494708 | 10031803020001 | Ladda upp en bild av detta fornminne      |
| Eskilstuna 302:3                     | Stensättning                     |              | Eskilstuna, Södermanland |                        | 59.397256, 16.493879 | 10031803020003 | Ladda upp en bild av detta fornminne      |
| Eskilstuna 303:1                     | Stensättning                     |              | Eskilstuna, Södermanland |                        | 59.396829, 16.493756 | 10031803030001 | Ladda upp en bild av detta fornminne      |
| Eskilstuna 303:2                     | Stensättning                     |              | Eskilstuna, Södermanland |                        | 59.396750, 16.493945 | 10031803030002 | Ladda upp en bild av detta fornminne      |
| Eskilstuna 303:3                     | Röse                             |              | Eskilstuna, Södermanland |                        | 59.396642, 16.494229 | 10031803030003 | Ladda upp en bild av detta fornminne      |
| Eskilstuna 303:4                     | Stensättning                     |              | Eskilstuna, Södermanland |                        | 59.396616, 16.494457 | 10031803030004 | Ladda upp en bild av detta fornminne      |
| Eskilstuna 304:2                     | Stensättning                     |              | Eskilstuna, Södermanland |                        | 59.396325, 16.495211 | 10031803040002 | Ladda upp en bild av detta fornminne      |
| Eskilstuna 304:3                     | Stensättning                     |              | Eskilstuna, Södermanland |                        | 59.396273, 16.495010 | 10031803040003 | Ladda upp en bild av detta fornminne      |
| Eskilstuna 305:1                     | Stensättning                     |              | Eskilstuna, Södermanland |                        | 59.395397, 16.494337 | 10031803050001 | Ladda upp en bild av detta fornminne      |
| Eskilstuna 305:2                     | Stensättning                     |              | Eskilstuna, Södermanland |                        | 59.395470, 16.494186 | 10031803050002 | Ladda upp en bild av detta fornminne      |
| Eskilstuna 306:1                     | Stensättning                     |              | Eskilstuna, Södermanland |                        | 59.396089, 16.497688 | 10031803060001 | Ladda upp en bild av detta fornminne      |
| Eskilstuna 307:1                     | Gravfält                         |              | Eskilstuna, Södermanland |                        | 59.395352, 16.504132 | 10031803070001 | Ladda upp en bild av detta fornminne      |
| Eskilstuna 311:1                     | Stensättning                     |              | Eskilstuna, Södermanland |                        | 59.392801, 16.500593 | 10031803110001 | Ladda upp en bild av detta fornminne      |
| Eskilstuna 312:1                     | Gravfält                         |              | Eskilstuna, Södermanland |                        | 59.395896, 16.513067 | 10031803120001 | Ladda upp en bild av detta fornminne      |
| Eskilstuna 314:1                     | Gravfält                         |              | Eskilstuna, Södermanland |                        | 59.392714, 16.488115 | 10031803140001 | Ladda upp en bild av detta fornminne      |
| Eskilstuna 317:1                     | Gravfält                         |              | Eskilstuna, Södermanland |                        | 59.414025, 16.510844 | 10031803170001 | Ladda upp en bild av detta fornminne      |
| Eskilstuna 320:1                     | Stensättning                     |              | Eskilstuna, Södermanland |                        | 59.409866, 16.502829 | 10031803200001 | Ladda upp en bild av detta fornminne      |
| Eskilstuna 320:2                     | Grav markerad av sten/block      |              | Eskilstuna, Södermanland |                        | 59.409879, 16.502655 | 10031803200002 | Ladda upp en bild av detta fornminne      |
| Eskilstuna 321:1                     | Stensättning                     |              | Eskilstuna, Södermanland |                        | 59.409555, 16.504164 | 10031803210001 | Ladda upp en bild av detta fornminne      |
| Eskilstuna 321:2                     | Stensättning                     |              | Eskilstuna, Södermanland |                        | 59.409639, 16.504432 | 10031803210002 | Ladda upp en bild av detta fornminne      |
| Eskilstuna 321:3                     | Stensättning                     |              | Eskilstuna, Södermanland |                        | 59.409739, 16.504597 | 10031803210003 | Ladda upp en bild av detta fornminne      |
| Eskilstuna 321:4                     | Stensättning                     |              | Eskilstuna, Södermanland |                        | 59.409905, 16.504160 | 10031803210004 | Ladda upp en bild av detta fornminne      |
| Eskilstuna 322:1                     | Gravfält                         |              | Eskilstuna, Södermanland |                        | 59.409379, 16.508065 | 10031803220001 | Ladda upp en bild av detta fornminne      |
| Eskilstuna 323:1                     | Stensättning                     |              | Eskilstuna, Södermanland |                        | 59.398505, 16.478296 | 10031803230001 | Ladda upp en bild av detta fornminne      |
| Eskilstuna 323:2                     | Hällristning                     |              | Eskilstuna, Södermanland |                        | 59.398639, 16.478179 | 10031803230002 | Ladda upp en bild av detta fornminne      |
| Eskilstuna 323:3                     | Hög                              |              | Eskilstuna, Södermanland |                        | 59.398262, 16.477676 | 10031803230003 | Ladda upp en bild av detta fornminne      |
| Eskilstuna 324:1                     | Gravfält                         |              | Eskilstuna, Södermanland |                        | 59.399081, 16.477684 | 10031803240001 | Ladda upp en bild av detta fornminne      |
| Eskilstuna 325:1                     | Fornborg                         |              | Eskilstuna, Södermanland |                        | 59.398956, 16.470076 | 10031803250001 | Ladda upp en till bild av detta fornminne |
| Eskilstuna 326:1                     | Stensättning                     |              | Eskilstuna, Södermanland |                        | 59.389761, 16.506874 | 10031803260001 | Ladda upp en bild av detta fornminne      |
| Eskilstuna 326:2                     | Stensättning                     |              | Eskilstuna, Södermanland |                        | 59.389939, 16.506869 | 10031803260002 | Ladda upp en bild av detta fornminne      |
| Eskilstuna 326:3                     | Stensättning                     |              | Eskilstuna, Södermanland |                        | 59.389888, 16.506624 | 10031803260003 | Ladda upp en bild av detta fornminne      |
| Eskilstuna 328:1                     | Stensättning                     |              | Eskilstuna, Södermanland |                        | 59.403704, 16.497493 | 10031803280001 | Ladda upp en bild av detta fornminne      |
| Eskilstuna 329:1                     | Stensättning                     |              | Eskilstuna, Södermanland |                        | 59.403348, 16.500009 | 10031803290001 | Ladda upp en bild av detta fornminne      |
| Eskilstuna 331:1                     | Stensättning                     |              | Eskilstuna, Södermanland |                        | 59.402613, 16.502717 | 10031803310001 | Ladda upp en bild av detta fornminne      |
| Eskilstuna 332:1                     | Gravfält                         |              | Eskilstuna, Södermanland |                        | 59.402161, 16.501015 | 10031803320001 | Ladda upp en bild av detta fornminne      |
| Eskilstuna 332:2                     | Hög                              |              | Eskilstuna, Södermanland |                        | 59.401683, 16.500081 | 10031803320002 | Ladda upp en bild av detta fornminne      |
| Eskilstuna 332:3                     | Stensättning                     |              | Eskilstuna, Södermanland |                        | 59.401592, 16.500209 | 10031803320003 | Ladda upp en bild av detta fornminne      |
| Eskilstuna 332:4                     | Stensättning                     |              | Eskilstuna, Södermanland |                        | 59.401817, 16.499754 | 10031803320004 | Ladda upp en bild av detta fornminne      |
| Eskilstuna 332:5                     | Stensättning                     |              | Eskilstuna, Södermanland |                        | 59.401961, 16.499792 | 10031803320005 | Ladda upp en bild av detta fornminne      |
| Eskilstuna 333:1                     | Gravfält                         |              | Eskilstuna, Södermanland |                        | 59.403125, 16.493240 | 10031803330001 | Ladda upp en bild av detta fornminne      |
| Eskilstuna 333:2                     | Hög                              |              | Eskilstuna, Södermanland |                        | 59.403313, 16.492398 | 10031803330002 | Ladda upp en bild av detta fornminne      |
| Eskilstuna 333:3                     | Stensättning                     |              | Eskilstuna, Södermanland |                        | 59.403432, 16.492407 | 10031803330003 | Ladda upp en bild av detta fornminne      |
| Eskilstuna 333:4                     | Stensättning                     |              | Eskilstuna, Södermanland |                        | 59.403348, 16.491868 | 10031803330004 | Ladda upp en bild av detta fornminne      |
| Eskilstuna 339:1                     | Hällristning                     |              | Eskilstuna, Södermanland |                        | 59.408945, 16.512706 | 10031803390001 | Ladda upp en bild av detta fornminne      |
| Eskilstuna 339:2                     | Hällristning                     |              | Eskilstuna, Södermanland |                        | 59.408872, 16.512313 | 10031803390002 | Ladda upp en bild av detta fornminne      |
| Eskilstuna 340:1                     | Hällristning                     |              | Eskilstuna, Södermanland |                        | 59.403408, 16.491431 | 10031803400001 | Ladda upp en bild av detta fornminne      |
| Eskilstuna 343:1                     | Hällristning                     |              | Eskilstuna, Södermanland |                        | 59.402557, 16.492071 | 10031803430001 | Ladda upp en bild av detta fornminne      |
| Eskilstuna 343:2                     | Hällristning                     |              | Eskilstuna, Södermanland |                        | 59.402574, 16.492263 | 10031803430002 | Ladda upp en bild av detta fornminne      |
| Eskilstuna 343:3                     | Hällristning                     |              | Eskilstuna, Södermanland |                        | 59.402554, 16.491909 | 10031803430003 | Ladda upp en bild av detta fornminne      |
| Eskilstuna 344:1                     | Hällristning                     |              | Eskilstuna, Södermanland |                        | 59.409400, 16.517019 | 10031803440001 | Ladda upp en bild av detta fornminne      |
| Eskilstuna 347:1                     | Stensättning                     |              | Eskilstuna, Södermanland |                        | 59.335319, 16.458309 | 10031803470001 | Ladda upp en bild av detta fornminne      |
| Eskilstuna 363:1                     | Grav- och boplatsområde          |              | Eskilstuna, Södermanland |                        | 59.379975, 16.585388 | 12000000005698 | Ladda upp en bild av detta fornminne      |
| Eskilstuna 404:1                     | Stensättning                     |              | Eskilstuna, Södermanland |                        | 59.378369, 16.616214 | 10031804040001 | Ladda upp en bild av detta fornminne      |
| Eskilstuna 410:1                     | Stensättning                     |              | Eskilstuna, Södermanland |                        | 59.381240, 16.541483 | 10031804100001 | Ladda upp en bild av detta fornminne      |
| Eskilstuna 411:1                     | Stensättning                     |              | Eskilstuna, Södermanland |                        | 59.378441, 16.542858 | 10031804110001 | Ladda upp en bild av detta fornminne      |
| Eskilstuna 411:2                     | Hög                              |              | Eskilstuna, Södermanland |                        | 59.378437, 16.543050 | 10031804110002 | Ladda upp en bild av detta fornminne      |
| Eskilstuna 411:3                     | Stensättning                     |              | Eskilstuna, Södermanland |                        | 59.378480, 16.542968 | 10031804110003 | Ladda upp en bild av detta fornminne      |
| Eskilstuna 416:1                     | Stensättning                     |              | Eskilstuna, Södermanland |                        | 59.394943, 16.520063 | 10031804160001 | Ladda upp en bild av detta fornminne      |
| Eskilstuna 416:2                     | Stensättning                     |              | Eskilstuna, Södermanland |                        | 59.395060, 16.520205 | 10031804160002 | Ladda upp en bild av detta fornminne      |
| Eskilstuna 417:1                     | Gravfält                         |              | Eskilstuna, Södermanland |                        | 59.389394, 16.529321 | 10031804170001 | Ladda upp en bild av detta fornminne      |
| Eskilstuna 417:2                     | Hög                              |              | Eskilstuna, Södermanland |                        | 59.389928, 16.529727 | 10031804170002 | Ladda upp en bild av detta fornminne      |
| Eskilstuna 419:1                     | Stensättning                     |              | Eskilstuna, Södermanland |                        | 59.400438, 16.532839 | 10031804190001 | Ladda upp en bild av detta fornminne      |
| Eskilstuna 419:2                     | Stensättning                     |              | Eskilstuna, Södermanland |                        | 59.400603, 16.532544 | 10031804190002 | Ladda upp en bild av detta fornminne      |
| Eskilstuna 421:1                     | Stensättning                     |              | Eskilstuna, Södermanland |                        | 59.392004, 16.550241 | 10031804210001 | Ladda upp en bild av detta fornminne      |
| Eskilstuna 423:1                     | Stensättning                     |              | Eskilstuna, Södermanland |                        | 59.383362, 16.565123 | 10031804230001 | Ladda upp en bild av detta fornminne      |
| Eskilstuna 425:1                     | Hög                              |              | Eskilstuna, Södermanland |                        | 59.362920, 16.558622 | 10031804250001 | Ladda upp en bild av detta fornminne      |
| Eskilstuna 426:1                     | Gravfält                         |              | Eskilstuna, Södermanland |                        | 59.349227, 16.505656 | 10031804260001 | Ladda upp en bild av detta fornminne      |
| Eskilstuna 435:2                     | Stensättning                     |              | Eskilstuna, Södermanland |                        | 59.366551, 16.538518 | 10031804350002 | Ladda upp en bild av detta fornminne      |
| Eskilstuna 438:1                     | Stensättning                     |              | Eskilstuna, Södermanland |                        | 59.395416, 16.486562 | 10031804380001 | Ladda upp en bild av detta fornminne      |
| Eskilstuna 442:1                     | Hög                              |              | Eskilstuna, Södermanland |                        | 59.405780, 16.511308 | 10031804420001 | Ladda upp en bild av detta fornminne      |
| Eskilstuna 446:1                     | Gravfält                         |              | Eskilstuna, Södermanland |                        | 59.351021, 16.511696 | 10031804460001 | Ladda upp en bild av detta fornminne      |
| Eskilstuna 448:1                     | Stensättning                     |              | Eskilstuna, Södermanland |                        | 59.416541, 16.515434 | 10031804480001 | Ladda upp en bild av detta fornminne      |
| Eskilstuna 448:2                     | Stensättning                     |              | Eskilstuna, Södermanland |                        | 59.416506, 16.515639 | 10031804480002 | Ladda upp en bild av detta fornminne      |
| Eskilstuna 448:3                     | Stensättning                     |              | Eskilstuna, Södermanland |                        | 59.416584, 16.515855 | 10031804480003 | Ladda upp en bild av detta fornminne      |
| Eskilstuna 450:1                     | Stensättning                     |              | Eskilstuna, Södermanland |                        | 59.363009, 16.518450 | 10031804500001 | Ladda upp en bild av detta fornminne      |
| Eskilstuna 450:2                     | Stensättning                     |              | Eskilstuna, Södermanland |                        | 59.363045, 16.517985 | 10031804500002 | Ladda upp en bild av detta fornminne      |
| Eskilstuna 451:1                     | Hällristning                     |              | Eskilstuna, Södermanland |                        | 59.364546, 16.452523 | 10031804510001 | Ladda upp en bild av detta fornminne      |
| Eskilstuna 452:1                     | Hällristning                     |              | Eskilstuna, Södermanland |                        | 59.365926, 16.449684 | 10031804520001 | Ladda upp en bild av detta fornminne      |
| Eskilstuna 455:1                     | Stensättning                     |              | Eskilstuna, Södermanland |                        | 59.338592, 16.446925 | 10031804550001 | Ladda upp en bild av detta fornminne      |
| Eskilstuna 456:2                     | Stensättning                     |              | Eskilstuna, Södermanland |                        | 59.334695, 16.455728 | 10031804560002 | Ladda upp en bild av detta fornminne      |
| Eskilstuna 456:3                     | Stensättning                     |              | Eskilstuna, Södermanland |                        | 59.334529, 16.455425 | 10031804560003 | Ladda upp en bild av detta fornminne      |
| Eskilstuna 459:1                     | Stensättning                     |              | Eskilstuna, Södermanland |                        | 59.347325, 16.448289 | 10031804590001 | Ladda upp en bild av detta fornminne      |
| Eskilstuna 459:2                     | Stensättning                     |              | Eskilstuna, Södermanland |                        | 59.347310, 16.447922 | 10031804590002 | Ladda upp en bild av detta fornminne      |
| Eskilstuna 459:3                     | Stensättning                     |              | Eskilstuna, Södermanland |                        | 59.347224, 16.447701 | 10031804590003 | Ladda upp en bild av detta fornminne      |
| Eskilstuna 459:4                     | Stensättning                     |              | Eskilstuna, Södermanland |                        | 59.347192, 16.447400 | 10031804590004 | Ladda upp en bild av detta fornminne      |
| Eskilstuna 462:1                     | Grav- och boplatsområde          |              | Eskilstuna, Södermanland |                        | 59.357639, 16.457107 | 10031804620001 | Ladda upp en bild av detta fornminne      |
| Eskilstuna 463:1                     | Hög                              |              | Eskilstuna, Södermanland |                        | 59.363981, 16.413676 | 10031804630001 | Ladda upp en bild av detta fornminne      |
| Eskilstuna 463:2                     | Stensättning                     |              | Eskilstuna, Södermanland |                        | 59.364101, 16.413915 | 10031804630002 | Ladda upp en bild av detta fornminne      |
| Eskilstuna 465:1                     | Hög                              |              | Eskilstuna, Södermanland |                        | 59.372245, 16.426042 | 10031804650001 | Ladda upp en bild av detta fornminne      |
| Eskilstuna 469:1                     | Grav- och boplatsområde          |              | Eskilstuna, Södermanland |                        | 59.350465, 16.465766 | 10031804690001 | Ladda upp en bild av detta fornminne      |
| Eskilstuna 491:1                     | Stensättning                     |              | Eskilstuna, Södermanland |                        | 59.348053, 16.421405 | 10031804910001 | Ladda upp en bild av detta fornminne      |
| Eskilstuna 492:1                     | Stensättning                     |              | Eskilstuna, Södermanland |                        | 59.366610, 16.429405 | 10031804920001 | Ladda upp en bild av detta fornminne      |
| Eskilstuna 493:1                     | Stensättning                     |              | Eskilstuna, Södermanland |                        | 59.351115, 16.492085 | 10031804930001 | Ladda upp en bild av detta fornminne      |
| Eskilstuna 501:1                     | Stensättning                     |              | Eskilstuna, Södermanland |                        | 59.391781, 16.519104 | 10031805010001 | Ladda upp en bild av detta fornminne      |
| Eskilstuna 501:2                     | Stensättning                     |              | Eskilstuna, Södermanland |                        | 59.391635, 16.519184 | 10031805010002 | Ladda upp en bild av detta fornminne      |
| Eskilstuna 503:1                     | Stensättning                     |              | Eskilstuna, Södermanland |                        | 59.389894, 16.512594 | 10031805030001 | Ladda upp en bild av detta fornminne      |
| Eskilstuna 503:2                     | Stensättning                     |              | Eskilstuna, Södermanland |                        | 59.389787, 16.512781 | 10031805030002 | Ladda upp en bild av detta fornminne      |
| Eskilstuna 503:3                     | Stensättning                     |              | Eskilstuna, Södermanland |                        | 59.389762, 16.512491 | 10031805030003 | Ladda upp en bild av detta fornminne      |
| Eskilstuna 505:1                     | Stensättning                     |              | Eskilstuna, Södermanland |                        | 59.394298, 16.509828 | 10031805050001 | Ladda upp en bild av detta fornminne      |
| Eskilstuna 505:2                     | Stensättning                     |              | Eskilstuna, Södermanland |                        | 59.394210, 16.509987 | 10031805050002 | Ladda upp en bild av detta fornminne      |
| Eskilstuna 506:1                     | Gravfält                         |              | Eskilstuna, Södermanland |                        | 59.394906, 16.510885 | 10031805060001 | Ladda upp en bild av detta fornminne      |
| Eskilstuna 507:1                     | Stensättning                     |              | Eskilstuna, Södermanland |                        | 59.393861, 16.513002 | 10031805070001 | Ladda upp en bild av detta fornminne      |
| Eskilstuna 508:1                     | Gravfält                         |              | Eskilstuna, Södermanland |                        | 59.392915, 16.521623 | 10031805080001 | Ladda upp en bild av detta fornminne      |
| Eskilstuna 509:1                     | Hög                              |              | Eskilstuna, Södermanland |                        | 59.392494, 16.524732 | 10031805090001 | Ladda upp en bild av detta fornminne      |
| Eskilstuna 510:1                     | Gravfält                         |              | Eskilstuna, Södermanland |                        | 59.389932, 16.522378 | 10031805100001 | Ladda upp en bild av detta fornminne      |
| Eskilstuna 510:2                     | Gravfält                         |              | Eskilstuna, Södermanland |                        | 59.389836, 16.525719 | 10031805100002 | Ladda upp en bild av detta fornminne      |
| Eskilstuna 510:3                     | Hög                              |              | Eskilstuna, Södermanland |                        | 59.390353, 16.527237 | 10031805100003 | Ladda upp en bild av detta fornminne      |
| Sö Fv1993;229 (Eskilstuna 511:1)     | Runristning                      |              | Eskilstuna, Södermanland | Årby                   | 59.387324, 16.526570 | 10031805110001 | Ladda upp en till bild av detta fornminne |
| Eskilstuna 511:2                     | Grav markerad av sten/block      |              | Eskilstuna, Södermanland | Årby                   | 59.387388, 16.526603 | 10031805110002 | Ladda upp en till bild av detta fornminne |
| Eskilstuna 511:3                     | Stensättning                     |              | Eskilstuna, Södermanland |                        | 59.387407, 16.526397 | 10031805110003 | Ladda upp en bild av detta fornminne      |
| Eskilstuna 511:4                     | Stensättning                     |              | Eskilstuna, Södermanland |                        | 59.387045, 16.525933 | 10031805110004 | Ladda upp en bild av detta fornminne      |
| Eskilstuna 511:5                     | Stensättning                     |              | Eskilstuna, Södermanland |                        | 59.387133, 16.525741 | 10031805110005 | Ladda upp en bild av detta fornminne      |
| Eskilstuna 511:6                     | Stensättning                     |              | Eskilstuna, Södermanland |                        | 59.387131, 16.525551 | 10031805110006 | Ladda upp en bild av detta fornminne      |
| Eskilstuna 511:7                     | Hög                              |              | Eskilstuna, Södermanland |                        | 59.387412, 16.526143 | 10031805110007 | Ladda upp en bild av detta fornminne      |
| Eskilstuna 513:1                     | Gravfält                         |              | Eskilstuna, Södermanland |                        | 59.377979, 16.562950 | 10031805130001 | Ladda upp en bild av detta fornminne      |
| Eskilstuna 514:1                     | Stensättning                     |              | Eskilstuna, Södermanland |                        | 59.379817, 16.566381 | 10031805140001 | Ladda upp en bild av detta fornminne      |
| Eskilstuna 514:3                     | Grav markerad av sten/block      |              | Eskilstuna, Södermanland |                        | 59.379451, 16.566830 | 10031805140003 | Ladda upp en bild av detta fornminne      |
| Eskilstuna 515:1                     | Gravfält                         |              | Eskilstuna, Södermanland |                        | 59.382728, 16.563746 | 10031805150001 | Ladda upp en bild av detta fornminne      |
| Eskilstuna 516:1                     | Stensättning                     |              | Eskilstuna, Södermanland |                        | 59.382915, 16.559035 | 10031805160001 | Ladda upp en bild av detta fornminne      |
| Eskilstuna 516:2                     | Hög                              |              | Eskilstuna, Södermanland |                        | 59.382937, 16.558797 | 10031805160002 | Ladda upp en bild av detta fornminne      |
| Eskilstuna 517:1                     | Gravfält                         |              | Eskilstuna, Södermanland |                        | 59.380650, 16.580234 | 10031805170001 | Ladda upp en bild av detta fornminne      |
| Eskilstuna 518:1                     | Gravfält                         |              | Eskilstuna, Södermanland |                        | 59.378042, 16.585027 | 10031805180001 | Ladda upp en bild av detta fornminne      |
| Eskilstuna 519:1                     | Gravfält                         |              | Eskilstuna, Södermanland |                        | 59.379623, 16.590033 | 10031805190001 | Ladda upp en bild av detta fornminne      |
| Eskilstuna 519:2                     | Grav- och boplatsområde          |              | Eskilstuna, Södermanland |                        | 59.379281, 16.588802 | 10031805190002 | Ladda upp en bild av detta fornminne      |
| Eskilstuna 519:3                     | Stensättning                     |              | Eskilstuna, Södermanland |                        | 59.379285, 16.590481 | 10031805190003 | Ladda upp en bild av detta fornminne      |
| Eskilstuna 520:1                     | Stensättning                     |              | Eskilstuna, Södermanland |                        | 59.370026, 16.583037 | 10031805200001 | Ladda upp en bild av detta fornminne      |
| Eskilstuna 521:1                     | Fornborg                         |              | Eskilstuna, Södermanland |                        | 59.360963, 16.558758 | 10031805210001 | Ladda upp en bild av detta fornminne      |
| Eskilstuna 522:1                     | Gravfält                         |              | Eskilstuna, Södermanland |                        | 59.376528, 16.559496 | 10031805220001 | Ladda upp en bild av detta fornminne      |
| Eskilstuna 523:1                     | Gravfält                         |              | Eskilstuna, Södermanland |                        | 59.379769, 16.557672 | 10031805230001 | Ladda upp en bild av detta fornminne      |
| Eskilstuna 524:1                     | Stensättning                     |              | Eskilstuna, Södermanland |                        | 59.379579, 16.554520 | 10031805240001 | Ladda upp en bild av detta fornminne      |
| Eskilstuna 524:2                     | Stensättning                     |              | Eskilstuna, Södermanland |                        | 59.379486, 16.554479 | 10031805240002 | Ladda upp en bild av detta fornminne      |
| Eskilstuna 525:1                     | Gravfält                         |              | Eskilstuna, Södermanland |                        | 59.336729, 16.442589 | 10031805250001 | Ladda upp en bild av detta fornminne      |
| Eskilstuna 526:1                     | Röse                             |              | Eskilstuna, Södermanland |                        | 59.338094, 16.450941 | 10031805260001 | Ladda upp en bild av detta fornminne      |
| Eskilstuna 528:1                     | Fornborg                         |              | Eskilstuna, Södermanland |                        | 59.323442, 16.460974 | 10031805280001 | Ladda upp en bild av detta fornminne      |
| Eskilstuna 529:1                     | Röse                             |              | Eskilstuna, Södermanland |                        | 59.336228, 16.462320 | 10031805290001 | Ladda upp en bild av detta fornminne      |
| Eskilstuna 530:1                     | Stensättning                     |              | Eskilstuna, Södermanland |                        | 59.334193, 16.461363 | 10031805300001 | Ladda upp en bild av detta fornminne      |
| Eskilstuna 530:2                     | Stensättning                     |              | Eskilstuna, Södermanland |                        | 59.334107, 16.461613 | 10031805300002 | Ladda upp en bild av detta fornminne      |
| Eskilstuna 531:1                     | Fornborg                         |              | Eskilstuna, Södermanland |                        | 59.358172, 16.514486 | 10031805310001 | Ladda upp en bild av detta fornminne      |
| Eskilstuna 532:1                     | Fornborg                         |              | Eskilstuna, Södermanland |                        | 59.340406, 16.495134 | 10031805320001 | Ladda upp en bild av detta fornminne      |
| Eskilstuna 533:1                     | Stensättning                     |              | Eskilstuna, Södermanland |                        | 59.391639, 16.523427 | 10031805330001 | Ladda upp en bild av detta fornminne      |
| Eskilstuna 534:1                     | Fornborg                         |              | Eskilstuna, Södermanland |                        | 59.336824, 16.466253 | 10031805340001 | Ladda upp en bild av detta fornminne      |
| Uvberget (Eskilstuna 535:1)          | Fornborg                         |              | Eskilstuna, Södermanland |                        | 59.335302, 16.488345 | 10031805350001 | Ladda upp en bild av detta fornminne      |
| Eskilstuna 536:1                     | Fornborg                         |              | Eskilstuna, Södermanland |                        | 59.335813, 16.480101 | 10031805360001 | Ladda upp en bild av detta fornminne      |
| Eskilstuna 542:1                     | Stensättning                     |              | Eskilstuna, Södermanland |                        | 59.380295, 16.510921 | 10031805420001 | Ladda upp en bild av detta fornminne      |
| Eskilstuna 542:4                     | Stensättning                     |              | Eskilstuna, Södermanland |                        | 59.380454, 16.510302 | 10031805420004 | Ladda upp en bild av detta fornminne      |
| Eskilstuna 549:1                     | Gravfält                         |              | Eskilstuna, Södermanland |                        | 59.368080, 16.448111 | 10031805490001 | Ladda upp en bild av detta fornminne      |
| Eskilstuna 551:1                     | Gravfält                         |              | Eskilstuna, Södermanland |                        | 59.329048, 16.463382 | 10031805510001 | Ladda upp en bild av detta fornminne      |
| Eskilstuna 552:1                     | Stensättning                     |              | Eskilstuna, Södermanland |                        | 59.329900, 16.466460 | 10031805520001 | Ladda upp en bild av detta fornminne      |
| Eskilstuna 563:1                     | Stensättning                     |              | Eskilstuna, Södermanland |                        | 59.360306, 16.455562 | 10031805630001 | Ladda upp en bild av detta fornminne      |
| Eskilstuna 565:1                     | Stensättning                     |              | Eskilstuna, Södermanland |                        | 59.368419, 16.471794 | 10031805650001 | Ladda upp en bild av detta fornminne      |
| Eskilstuna 565:2                     | Stensättning                     |              | Eskilstuna, Södermanland |                        | 59.368470, 16.471654 | 10031805650002 | Ladda upp en bild av detta fornminne      |
| Eskilstuna 566:1                     | Stensättning                     |              | Eskilstuna, Södermanland |                        | 59.352174, 16.486907 | 10031805660001 | Ladda upp en bild av detta fornminne      |
| Eskilstuna 567:1                     | Stensättning                     |              | Eskilstuna, Södermanland |                        | 59.352498, 16.493171 | 10031805670001 | Ladda upp en bild av detta fornminne      |
| Eskilstuna 568:1                     | Hög                              |              | Eskilstuna, Södermanland |                        | 59.352272, 16.494499 | 10031805680001 | Ladda upp en bild av detta fornminne      |
| Eskilstuna 569:1                     | Hög                              |              | Eskilstuna, Södermanland |                        | 59.347699, 16.495759 | 10031805690001 | Ladda upp en bild av detta fornminne      |
| Eskilstuna 569:2                     | Hög                              |              | Eskilstuna, Södermanland |                        | 59.347767, 16.495533 | 10031805690002 | Ladda upp en bild av detta fornminne      |
| Eskilstuna 569:3                     | Hög                              |              | Eskilstuna, Södermanland |                        | 59.347884, 16.495502 | 10031805690003 | Ladda upp en bild av detta fornminne      |
| Eskilstuna 576:1                     | Stensättning                     |              | Eskilstuna, Södermanland |                        | 59.374251, 16.490098 | 10031805760001 | Ladda upp en bild av detta fornminne      |
| Eskilstuna 578:1                     | Stensättning                     |              | Eskilstuna, Södermanland |                        | 59.376281, 16.486377 | 10031805780001 | Ladda upp en till bild av detta fornminne |
| Eskilstuna 579:1                     | Stensättning                     |              | Eskilstuna, Södermanland |                        | 59.364200, 16.475200 | 10031805790001 | Ladda upp en till bild av detta fornminne |
| Eskilstuna 581:1                     | Röse                             |              | Eskilstuna, Södermanland |                        | 59.367495, 16.477832 | 10031805810001 | Ladda upp en bild av detta fornminne      |
| Eskilstuna 582:1                     | Stensättning                     |              | Eskilstuna, Södermanland |                        | 59.326210, 16.460688 | 10031805820001 | Ladda upp en bild av detta fornminne      |
| Eskilstuna 584:1                     | Stensättning                     |              | Eskilstuna, Södermanland |                        | 59.327711, 16.462812 | 10031805840001 | Ladda upp en bild av detta fornminne      |
| Eskilstuna 585:1                     | Ristning, medeltid/historisk tid |              | Eskilstuna, Södermanland |                        | 59.337714, 16.460555 | 10031805850001 | Ladda upp en bild av detta fornminne      |
| Eskilstuna 593:1                     | Stensättning                     |              | Eskilstuna, Södermanland |                        | 59.369673, 16.457620 | 10031805930001 | Ladda upp en bild av detta fornminne      |
| Eskilstuna 593:2                     | Stensättning                     |              | Eskilstuna, Södermanland |                        | 59.369550, 16.457720 | 10031805930002 | Ladda upp en bild av detta fornminne      |
| Eskilstuna 593:3                     | Stensättning                     |              | Eskilstuna, Södermanland |                        | 59.369425, 16.457273 | 10031805930003 | Ladda upp en bild av detta fornminne      |
| Eskilstuna 593:4                     | Stensättning                     |              | Eskilstuna, Södermanland |                        | 59.369186, 16.457799 | 10031805930004 | Ladda upp en bild av detta fornminne      |
| Eskilstuna 596:1                     | Stensättning                     |              | Eskilstuna, Södermanland |                        | 59.361130, 16.507003 | 10031805960001 | Ladda upp en bild av detta fornminne      |
| Eskilstuna 598:1                     | Stensättning                     |              | Eskilstuna, Södermanland |                        | 59.335635, 16.478577 | 10031805980001 | Ladda upp en bild av detta fornminne      |
| Eskilstuna 600:1                     | Stensättning                     |              | Eskilstuna, Södermanland |                        | 59.366063, 16.410158 | 10031806000001 | Ladda upp en bild av detta fornminne      |
| Eskilstuna 606:1                     | Stensättning                     |              | Eskilstuna, Södermanland |                        | 59.395543, 16.554874 | 10031806060001 | Ladda upp en bild av detta fornminne      |
| Eskilstuna 606:2                     | Stensättning                     |              | Eskilstuna, Södermanland |                        | 59.395493, 16.554792 | 10031806060002 | Ladda upp en bild av detta fornminne      |
| Eskilstuna 606:3                     | Stensättning                     |              | Eskilstuna, Södermanland |                        | 59.395483, 16.554943 | 10031806060003 | Ladda upp en bild av detta fornminne      |
| Eskilstuna 607:1                     | Hällristning                     |              | Eskilstuna, Södermanland |                        | 59.344172, 16.463689 | 10031806070001 | Ladda upp en bild av detta fornminne      |
| Eskilstuna 607:2                     | Hällristning                     |              | Eskilstuna, Södermanland |                        | 59.344197, 16.464163 | 10031806070002 | Ladda upp en bild av detta fornminne      |
| Eskilstuna 610:1                     | Fornborg                         |              | Eskilstuna, Södermanland |                        | 59.380092, 16.599775 | 10031806100001 | Ladda upp en bild av detta fornminne      |
| Eskilstuna 611:1                     | Stensättning                     |              | Eskilstuna, Södermanland |                        | 59.377895, 16.596599 | 10031806110001 | Ladda upp en bild av detta fornminne      |
| Eskilstuna 622                       | Stensättning                     |              | Eskilstuna, Södermanland |                        | 59.346861, 16.459613 | 12000000038094 | Ladda upp en bild av detta fornminne      |
| Eskilstuna 629                       | Gravfält                         |              | Eskilstuna, Södermanland |                        | 59.358127, 16.560939 | 12000000105012 | Ladda upp en bild av detta fornminne      |
| Eskilstuna 650                       | Fornborg                         |              | Eskilstuna, Södermanland |                        | 59.358742, 16.466034 | 12000000106972 | Ladda upp en till bild av detta fornminne |
| Löppinge soldattorp (Eskilstuna 686) | Lägenhetsbebyggelse              |              | Eskilstuna, Södermanland |                        | 59.359092, 16.481089 | 12000000108469 | Ladda upp en till bild av detta fornminne |
| Hårsbrickan (Eskilstuna 696)         | Lägenhetsbebyggelse              |              | Eskilstuna, Södermanland |                        | 59.354324, 16.537475 | 12000000109278 | Ladda upp en bild av detta fornminne      |
| Torshälla 149:1                      | Gravfält                         |              | Eskilstuna, Södermanland |                        | 59.408990, 16.496334 | 10037501490001 | Ladda upp en bild av detta fornminne      |
| Torshälla 149:2                      | Gravfält                         |              | Eskilstuna, Södermanland |                        | 59.409814, 16.495299 | 10037501490002 | Ladda upp en bild av detta fornminne      |
| Torshälla 149:3                      | Stensättning                     |              | Eskilstuna, Södermanland |                        | 59.409763, 16.497970 | 10037501490003 | Ladda upp en bild av detta fornminne      |
| Torshälla 149:4                      | Stensättning                     |              | Eskilstuna, Södermanland |                        | 59.409687, 16.498136 | 10037501490004 | Ladda upp en bild av detta fornminne      |